# 奉天洞鬼神

《奉天洞鬼神》（韓語：봉천동 귀신）是韩国漫畫家horang編繪的恐怖漫画，在naver网站上进行连载，是The Vault of Horror: A Collection of Nightmares活动中的一个作品，因为该作品拥有动画效果，以及突發驚嚇等效果，所以该作品在发布不久就火了起来。

## 内容简介
这个作品在开头中写有“禁止孕妇，心脏病等人观看该作品。”，作品中的背景是韩国的都市首尔中的一个地方。
在一天深夜，一个女学生在放学回家的路途中，看到了一个行为怪异的女子。
而那个女子也似乎是看到了女学生。于是这个女人问这个女学生是否看到了她的孩子。
不过因为这个女生害怕，所以随便说了一个地方。而这个女子听到这些，于是毫不怀疑的往女孩所指的地方走去，但是当她发现这个女子在骗她后，她自然是扑向了这个女生……
随后被吓晕的女生被其他人看到，并带回了家，通过对话，这个女生得知，有一个女子，她姓赵，因为她出轨，所以导致孩子的抚养权被夺走，于是想不开的她自杀了……
并且在这之后，经常会有人看到这个女子在附近游荡……

## 其他
该作品之前的一个作品叫《玉水站之鬼》，讲的是玉水站地铁的传说。该作品与2011年7月在网上发布，一个月后，《奉天洞鬼神》在网上发布。因为一些原因而在家喻户晓，由于该漫画阅读需要flash引擎，而flash在2020年停止服务，所以该作者决定发布重置版，不过需要安装 WEBTOON 应用程序。